# Okręg kujawski Kościoła Adwentystów Dnia Siódmego w RP
Okręg kujawski – jeden z sześciu okręgów diecezji zachodniej Kościoła Adwentystów Dnia Siódmego w RP. Terytorialnie obejmuje zbory i grupy znajdujące się w granicach województwa kujawsko-pomorskiego. Siedziba okręgu znajduje się w Bydgoszczy.
Aktualnie do okręgu kujawskiego należy 6 zborów.
Seniorem okręgu kujawskiego jest pastor Tomasz Kosowski ze zboru w Bydgoszczy. 

## Zbory
| Miejscowość | Jednostka           | Pastor                  | Starszy zboru     |
| Bydgoszcz   | zbór w Bydgoszczy   | kazn. Tomasz Kosowski   | Wiesław Stuchura  |
| Chełmno     | zbór w Chełmnie     | kazn. Norbert Solski    | Zbigniew Gałecki  |
| Grudziądz   | zbór w Grudziądzu   | kazn. Norbert Solski    | Marian Cała       |
| Inowrocław  | zbór w Inowrocławiu | kazn. Tomasz Kosowski   | Henryk Kędzierski |
| Toruń       | zbór w Toruniu      | kazn. Tomasz Roszak     | Sławomir Lipa     |
| Włocławek   | zbór we Włocławku   | kazn. Paweł Mikołajczyk | Paweł Mikołajczyk |